# Koshi (rivier)
De Koshi, Kosi of Sapt(a) Kos(h)i (Hindi: कोसी नदी, Kosi Nadi; Nepali: कोशी नदी, Kośī Nadi, of सप्तकोशी नदी, Saptakośī Nadī) is een rivier in het oosten van Nepal en de Indiase deelstaat Bihar. De Koshi is een zijrivier van de Ganges.
De Koshi ontstaat in Nepal, bij de samenvloeiing van drie rivieren: de Sun Koshi, de Arun en de Tamur. Vanaf dit punt stroomt de rivier naar het zuidwesten, om na bijna 50 km, ten westen van Biratnagar, de Indiase grens te passeren. In India maakt de rivier een grote, wijde bocht om ten slotte naar het oosten te stromen. De monding in de Ganges ligt vlak bij Kurpela, ongeveer 40 km ten noordoosten van Bhagalpur.
Het stroomgebied van het gezamenlijke riviersysteem van de Koshi en zijn zijrivieren is ongeveer 69.300 km2 groot en beslaat naast gebied in Nepal en India ook gebied in het door China bestuurde Tibet. De Koshi wordt gevoed door smeltwater uit de Himalaya. In het stroomgebied ligt onder andere de Mahalangur Himal, het bergmassief waartoe Mount Everest behoort.
Als smeltwaterrivier heeft de Koshi een grote seizoensgebonden variatie in zijn debiet. De hoge erosiesnelheid in het achterland zorgt bovendien voor een grote aanvoer van sediment, met name silt. Dit maakt de rivier een van de minst voorspelbare rivieren ter wereld. Hij treedt regelmatig buiten zijn oevers tijdens de moesson. Jaarlijks komen mensen om bij overstromingen. Bij een grote overstroming van de Koshi in 2008 raakten meer dan 100.000 inwoners van Bihar dakloos.
- Library of Congress Control Number: sh89002809
- Nationale Bibliotheek van Israël: 987007546554405171
- Virtual International Authority File: 315144516